# Northern City Line

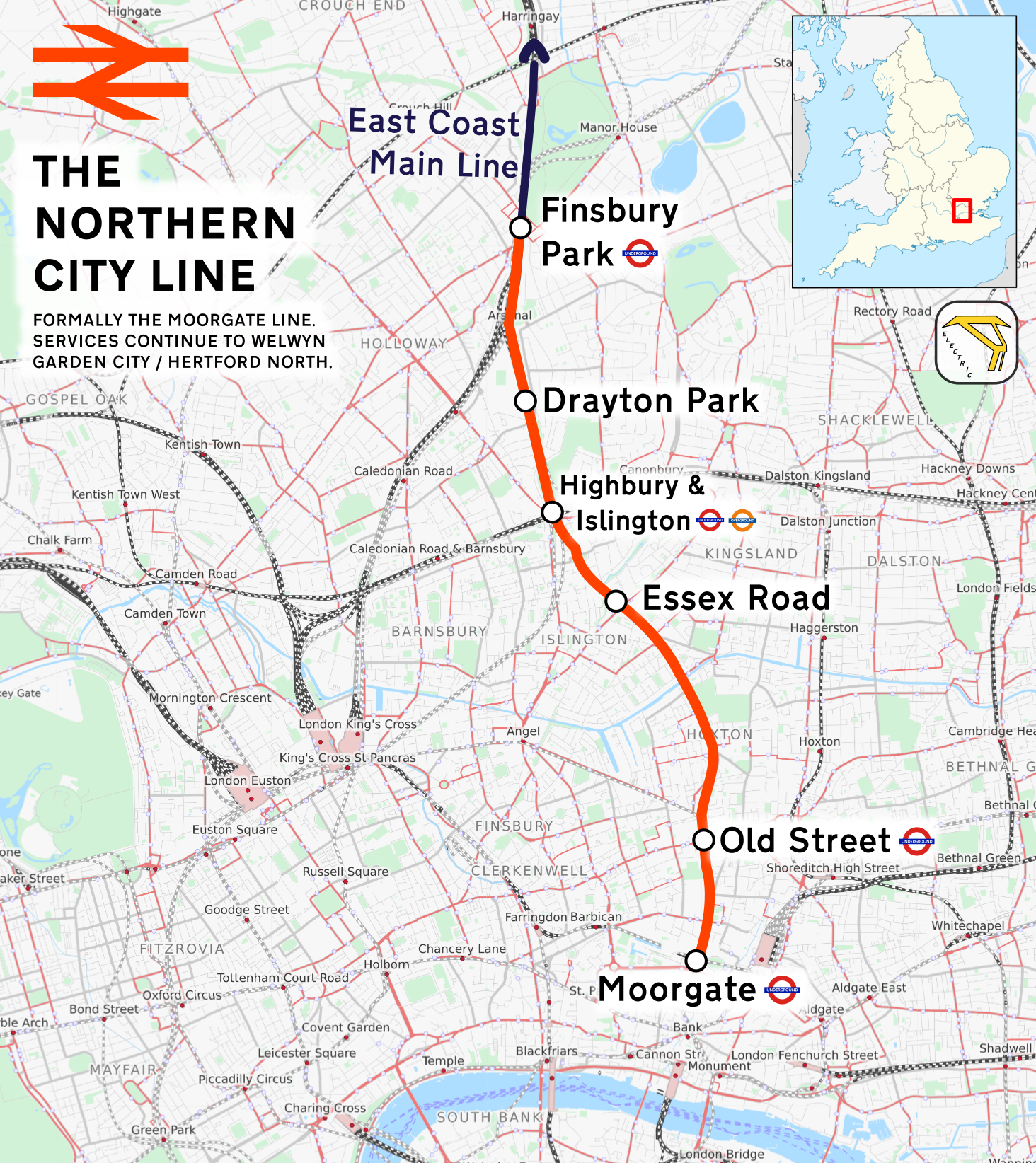
Northern City Line

De Northern City Line is een spoorlijn in Londen, die station Moorgate en station Finsbury Park met elkaar verbindt. Op beide eindpunten kan overgestapt worden op lijnen van de Londense metro (London Underground). Tussen 1933 en 1975 behoorde de Northern City Line als onderdeel van de Northern Line zelf ook tot het metronet. De lijn maakt nu weer deel uit van het hoofdnet van de spoorwegen. De reizigersdienst wordt verzorgd door het bedrijf First Capital Connect met "Class 313" tweespannings-treinstellen, het enige materieel dat op de lijn is toegelaten.

## Traject
De Northern City Line loopt ondergronds van Moorgate tot iets ten zuiden van station Drayton Park en ligt vervolgens in een afgraving tot de aansluiting op een spoorlijn van het hoofdnet nabij station Finsbury Park. Treinen op de lijn rijden in het noorden door als voorstadsdienst naar Hertford North, Welwyn Garden City of Letchworth Garden City. De lijn is geëlektrificeerd met 750 V gelijkstroom door derde rail tussen Moorgate en Drayton Park, verder naar het noorden met 25 kV wisselstroom door middel van bovenleiding. 

## Geschiedenis
De lijn droeg oorspronkelijk de naam Great Northern & City Railway (GN&CR) en werd gebouwd om langeafstandstreinen van de Great Northern Railway (GNR) tot in de City of London te kunnen laten doordringen. De tunnels werden daarom ook, in tegenstelling tot die van de meeste metrolijnen, geschikt gemaakt voor treinen van het hoofdnet. De GNR zag echter niet veel in dit idee, waardoor de GN&CR in 1904 slechts geopend werd tot Finsbury Park. Als eindpunt in de City was een station ontworpen bij Lothbury, vlak bij de Bank of England. Door technische problemen en hoge kosten werd de tunnel niet afgemaakt en is deze altijd blijven eindigen in het kopstation Moorgate.
In 1913 werd de GN&CR gekocht door de Metropolitan Railway (MetR), die de huidige Metropolitan, Hammersmith & City en East London Line exploiteerde. MetR maakte meerdere malen plannen om de lijn te verbinden met de Circle Line of de Waterloo & City Line, maar deze plannen werden nooit uitgevoerd.
Toen MetR in 1933 samen met de rest van de Londense metro werd genationaliseerd, kreeg de lijn de naam Northern City Line en werd hij onderdeel van de Edgware-Morden Line, de huidige Northern Line. In het kader van het New Works programme zou de Northern City Line in het noorden via sporen van de London and North Eastern Railway verbonden worden met de verlengde Northern Line, maar de Tweede Wereldoorlog gooide roet in het eten. De verlenging werd uitgesteld en in 1953 uiteindelijk helemaal uit het plan geschrapt, waardoor de Northern City Line van de rest van het metronet geïsoleerd bleef.
In 1964 werd de dienst ingekort tot Drayton Park om ruimte te maken voor de Victoria Line, die de perrons in het ondergrondse station Finsbury Park overnam om een cross-platform-overstap op de Piccadilly Line mogelijk te maken. In 1970 werd de lijn hernoemd tot Northern Line (Highbury Branch). Het jaar daarna werd besloten de lijn over te dragen aan British Rail en volgens de oorspronkelijke plannen te verbinden met de hoofdlijn bij het bovengrondse station Finsbury Park. In oktober 1975 reden de laatste treinen van London Underground over de Highbury Branch en in augustus 1976 begon British Rail de exploitatie. 
De sporen zijn nu eigendom van spoorbeheerder Network Rail. De reizigersdienst werd tot 2014 uitgevoerd door First Capital Connect. In dat jaar werd de franchise overgenomen door Govia Thameslink Railway, waarvan de werkmaatschappij Thameslink and Great Northern de lijn exploiteert. Het ondergrondse deel van de lijn, dat in het verleden ook op kaarten van het metronet werd weergegeven, heeft opnieuw de naam Northern City Line gekregen.

## Ongeval in station Moorgate
Op 28 februari 1975, een half jaar voor de overdracht aan British Rail, vond op de Highbury Branch het ernstigste ongeval in de geschiedenis van de Londense metro plaats. In het eindpunt Moorgate reed een trein op volle snelheid tegen de muur aan het eind van de tunnel, waardoor 43 mensen het leven verloren. De oorzaak van het ongeluk, een technisch defect of een fout van de bestuurder, is nooit achterhaald, al was deze gebeurtenis het onderwerp van langdurig onderzoek en veel speculatie. 
Naar aanleiding van de fatale botsing werd het perron van Moorgate volledig herbouwd en werden alle kopstations van London Underground uitgerust met een systeem (met de bijnaam "Moorgate Control"), dat treinen automatisch afremt, ongeacht of de bestuurder daar opdracht toe geeft.